# Клайпеда – Куршенай
Клайпеда — Куршенай — трубопровід у Литві, збудований для видачі потужності терміналу для імпорту ЗПГ Клайпеда. 
У 2014 році в порту Клайпеди розпочав свою роботу плавучий регазифікаційний термінал, який дозволив Литві отримати друге джерело постачання блакитного палива на додачу до трубопровідного імпорту російського газу. Наявного газопроводу між Паневежисом та Клайпедою, діаметр якого на кінцевій ділянці становить всього 300 мм, було недостатньо для обслуговування терміналу з річною потужністю до 4 млрд м3. Тому спорудили трубопровід довжиною 110 км до району Куршенай (західна околиця Шауляю), виконаний в діаметрі труб 800 мм. Звідси на північ йде відгалуження до цементного заводу в Акмене, крім того, далі на схід між Куршенай та Паневежисом раніше вже було прокладено дві нитки, причому їх діаметр зростає до 400 мм. Це надає можливість подачі достатньої кількості блакитного палива до Паневежиса в газотранспортному коридорі Вільнюс — Рига (першу нитку якого проклали на початку 1960-х як продовження системи Дашава — Мінськ). 